# The Singles Collection Volume 2
The Singles Collection Volume 2 – druga część kolekcji brytyjskich singli Queen, wydana w 15 czerwca 2009. Zawiera nagrania z lat 1979-1984. Zestaw zawiera 13 zremasterowanych singli z list Top 40.
W zestawie znalazły się utwory nigdy wcześniej nie wydane na CD, w tym „A Human Body” oraz „Back Chat” (obydwa wcześniej dostępne jedynie na płytach 7”). Koncertowe wersje utworów pochodzą z albumu Live Killers.

## Lista utworów
Dysk 1:
1. „Love of My Life” (wersja koncertowa)
2. „Now I’m Here” (wersja koncertowa)

Dysk 2:
1. „Crazy Little Thing Called Love”
2. „We Will Rock You” (wersja koncertowa)

Dysk 3:
1. „Save Me”
2. „Let Me Entertain You” (wersja koncertowa)

Dysk 4:
1. „Play the Game”
2. „A Human Body"

Dysk 5:
1. „Another One Bites the Dust”
2. „Dragon Attack"

Dysk 6:
1. „Flash”
2. Football Fight

Dysk 7:
1. „Under Pressure”
2. „Soul Brother"

Dysk 8:
1. „Body Language”
2. „Life Is Real”

Dysk 9:
1. „Las Palabras de Amor”
2. „Cool Cat"

Dysk 10:
1. „Calling All Girls”
2. „Put Out the Fire”

Dysk 11:
1. „Back Chat”
2. „Staying Power"

Dysk 12:
1. „Radio Ga Ga”
2. „I Go Crazy”

Dysk 13:
1. „I Want to Break Free”
2. „Machines"

## Informacje dodatkowe
- Wszystkie 13 płyt zostało wydanych w okładkach w jakich ukazywały się oryginalne single. Okładki pochodzą z archiwów Briana Maya.
- Pieczę nad nagraniem sprawowali Justin Shirley-Smith, Joshua J Macrae, Kris Fredriksson oraz Martin Lau.
- Remastering jest dziełem Petera Mew ze studia Abbey Road.
- Zbiór singli został przygotowany z pomocą Grega Brooksa i Gary’ego Taylora.